# Dassaro
Dassaro (altgriechisch Δασσαρώ Dassarṓ) ist eine Person der Griechischen Mythologie.
Sie ist eine Tochter des Illyrios, Enkelin des Kyklopen Polyphem und der Galateia sowie die Eponymin des illyrischen Stammes der Dassareten.

## Anmerkung
1. ↑  Appian, Illyrische Kriege 2